# The Walther Collection

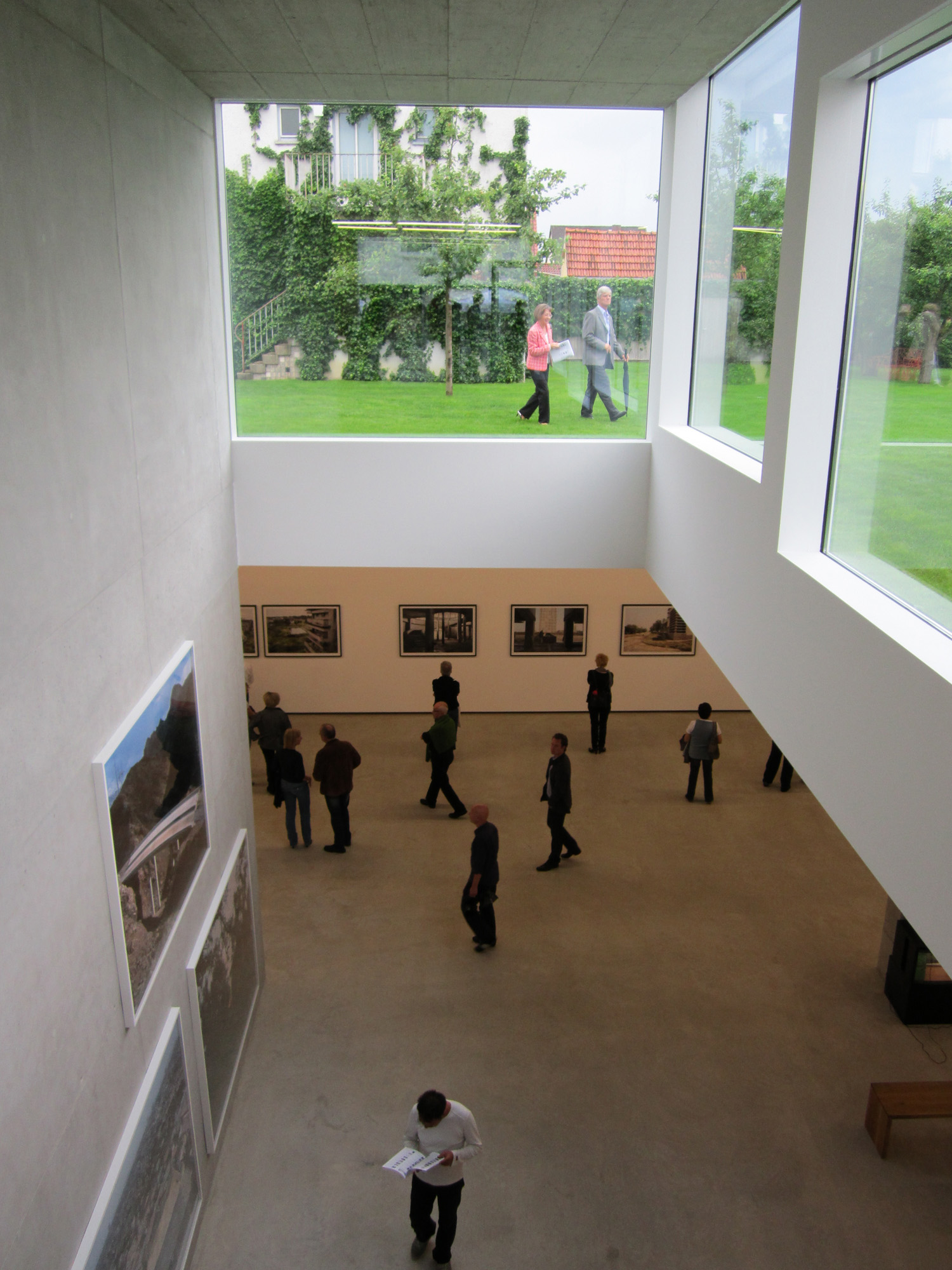
The Walther Collection, Neu-Ulm (Foto: 2011)

The Walther Collection ist eine internationale Privatsammlung, die sich auf das Erforschen, Sammeln, Ausstellen und Publizieren moderner und zeitgenössischer Fotografie und Videokunst konzentriert. Die Sammlung wird von der gemeinnützigen Walther Family Foundation getragen und verfügt über zwei Ausstellungsstandorte: „The Walther Collection“ im Neu-Ulmer Stadtteil Burlafingen und „The Walther Collection Project Space“ in New York City.

## Geschichte
Artur Walther (* 1948 in Ulm) war Investmentbanker bei Goldman Sachs in New York. 1994 zog er sich aus dem Berufsleben zurück und widmet sich seither seinem Interesse an Architektur, Kunst und Design.
Den Grundstein der Sammlung bildeten Arbeiten deutscher Fotografen der Neuen Sachlichkeit aus den 1920er Jahren, wie August Sanders Antlitz der Zeit und Karl Blossfeldts Urformen der Kunst. Später erweiterte sich die Sammlung über europäische und amerikanische Fotografie hinaus.
Am 12. Juni 2010 wurde der neue Ausstellungskomplex in Burlafingen, einem Stadtteil von bayerischen Neu-Ulm, eröffnet. Er besteht aus drei Häusern mit insgesamt 1000 m² Ausstellungsfläche. Der Walther Collection Project Space, eine Zweigstelle der Sammlung mit 160 m² Ausstellungsfläche, öffnete am 15. April 2011 im West Chelsea Arts Building in New York City seine Türen.

## Die Ausstellungsgebäude
Der Hauptsitz befindet sich im Neu-Ulmer Stadtteil Burlafingen, der Walther Collection Project Space wurde im West Chelsea Arts Building in New Yorks Stadtteil Chelsea eingerichtet.
In Burlafingen bilden drei benachbarte Häuser den Ausstellungskomplex. Das Ensemble ist so organisiert, dass es sich unauffällig in die Nachbarschaft einfügt, nur der Neubau fällt aufgrund seiner Formstrenge ins Auge.

### Weißer Kubus
Dies ist das Hauptausstellungegebäude und der einzige Neubau der Sammlung, der 2010 durch das Ulmer Büro Braunger Wörtz Architekten erstellt wurde. Ein dreigeschossiger weißer Kubus wirkt im oberirdischen Teil durch mehrere große quadratische Wandöffnungen sehr licht und transparent, im unterirdischen, von den Ausmaßen deutlich größeren Teil, stehen 500 m² Ausstellungsfläche zur Verfügung, die teilweise auch vom Erdgeschoss aus einsehbar sind.

### Grünes Haus
Ein ortstypisches Zweifamilienhaus aus den Fünfzigerjahren, das außen mit Efeu bewachsen einen natürlich-grünen Farbeindruck bekommt. Im Inneren wurden die Räume entkernt und eignen sich durch ihre kabinettartige Atmosphäre für die Präsentation kleinformatiger Fotografie.

### Schwarzes Haus
Ein Fertigteilhaus, das sich zum Garten hin mit einer großen Fensterfront öffnet, während es gegenüber der Straßenseite fensterlos ist. Das Gebäude wurde außen komplett schwarz umgestaltet, es bietet innen neben einem Privatbereich Räume für die Präsentation von seriellen Arbeiten.

### Graues Haus
Das vierte Gebäude, in grau gehalten, hat keine Ausstellungsfunktion, hier sind das Büro, eine Bibliothek und eine Gästewohnung untergebracht.

### The Walther Collection Project Space
2011 eröffnete The Walther Collection einen Ausstellungsraum in New York, in dem seither Ausstellungen realisiert und öffentliche Programme zur Kunstvermittlung angeboten wurden. The Walther Collection Project Space liegt in New Yorks Galerienviertel Chelsea und umfasst rund 160 m² Ausstellungsfläche. Die Ausstellungen des The Walther Collection Project Space wechseln vierteljährlich und ergänzen das längerfristige Ausstellungsprogramm des Museums in Neu-Ulm/Burlafingen.

## Walther Family Foundation
Die Walther Family Foundation ist eine US-amerikanische gemeinnützige Stiftung mit dem Ziel, das Interesse an zeitgenössischer Fotografie und Kunst zu fördern. Sie trägt die Ausstellungen und Programme der Walther Collection.

## Ausstellungen
Die Ausstellungen sollen die Sammlung und Neuankäufe unter einem spezifischen thematischen Schwerpunkt präsentieren. Für ihre Konzeption werden internationale Kuratoren eingeladen.

### Ausstellungsgeschichte
Seit 2010 widmet sich The Walther Collection einer mehrjährigen Untersuchung afrikanischer Fotografie und Videokunst im Hinblick auf die Themen Porträt, Landschaft und historisches Archiv. Die Eröffnungsausstellung Events of the Self. Portraiture and Social Identity, kuratiert von Okwui Enwezor, stellte drei Generationen afrikanischer Fotografen von den 1940er Jahren bis heute vor.
Appropriated Landscapes (2011–2013), kuratiert von Corinne Diserens, folgte den Spuren, die Kolonialismus, Krieg, Migration und Industrialisierung in der Landschaft Afrikas hinterlassen haben und stellte die Frage, auf welche Weise Architektur und Raumplanung die soziale Ordnung und Ideologie der Apartheid in Südafrika bis heute widerspiegeln.
Distanz und Begehren. Begegnungen mit dem historischen Archiv (2013–2014), kuratiert von Tamar Garb, stellte einen Dialog zwischen ethnografischen Fotografien des späten 19. und frühen 20. Jahrhunderts und Werken zeitgenössischer afrikanischer Fotografen her, die sich mit diesem Bildarchiv auseinandersetzen. Die Ausstellung bildete den Höhepunkt einer mehrteiligen Veranstaltungs- und Ausstellungsreihe, die 2012 im Walther Collection Project Space in New York begann. Sie wurde von einem internationalen Symposium begleitet, das The Walther Collection zusammen mit der New York University und dem University College London organisiert hatte.

## Wichtige Werke der Sammlung
- Bernd und Hilla Becher: Typologien (Hochöfen, Kieswerke)
- J.D. ’Okhai Ojeikere: Hairstyles
- Seydou Keita: Portraits
- August Sander: Antlitz der Zeit – Menschen des 20. Jahrhunderts
- Samuel Fosso: Selbstportraits of the 70ies, African Spirits
- Zanele Muholi: Werkblöcke aus „Faces and Phases“, „Beulahs“, „Only Half the Picture“
- David Goldblatt: Werkblöcke aus „Some Afrikaners Photographed“, „Soweto“, „In Boksburg“, „South Africa the Structures of Things then“
- Santu Mofokeng: Werkblöcke aus „Townships“, „Train Church“, „Bloemof“, „Chasing Shadows“, „Trauma Landscapes“
- Jo Ractliffe: Werkblöcke aus „As Terras do Fom do Mundo“, „Terreno Ocupado“, „Diana“, „Johannesburg-Inner City“
- Guy Tillim: Arbeiten aus den Serien „Avenue Patrice Lumumba“, „Jo' burg“
- Mikhael Subotzky: Arbeiten aus den Serien „Die Vier Hoeke“, „Ponte City“